# Nunda (Nueva York)
Nunda es un pueblo ubicado en el condado de Livingston en el estado estadounidense de Nueva York. En el año 2000 tenía una población de 3,017 habitantes y una densidad poblacional de 31 personas por km².

## Geografía
Nunda se encuentra ubicado en las coordenadas 42°34′50″N 77°56′18″O / 42.58056, -77.93833.

## Demografía
Según la Oficina del Censo en 2000 los ingresos medios por hogar en la localidad eran de $ 40,665 y los ingresos medios por familia eran $44,677. Los hombres tenían unos ingresos medios de $32,483 frente a los $22,660 para las mujeres. La renta per cápita para la localidad era de $17,604. Alrededor del 9.1% de la población estaban por debajo del umbral de pobreza.